# رومان سارتر
رومان سارتر (12 نوفمبر 1982 في ليون) (بالإنجليزية: Romain Sartre)‏ لاعب كرة قدم فرنسي يلعب حاليا لصالح نادي الدرجة الأولى لنس في مركز قلب الدفاع .

## المسيرة الرياضية مع الأندية
بدأ سارتر مسيرته الرياضية في نادي ليون موسم 2003-2004 حيث شارك في مباراة واحدة في بطولة دوري أبطال أوروبا وكانت أمام نادي ريال سوسيداد الإسباني في 25 فبراير 2005 . أما ضمن بطولة دوري الدرجة الأولى فقد شارك في 4 مباريات حيث كانت أولى المباريات ضمن المرحلة الثامنة في مواجهة نادي لنس حيث حل مكان السويسري باتريك مولر وانتهت المباراة بفوز نادي ليون 4-0 . في الموسم التالي انتقل إلى نادي الدرجة الثانية لافال بعقد إعارة لمدة موسم واحد . سنحت له فرصة المشاركة أساسيا حيث شارك في 32 مباراة وتم اختياره أفضل لاعب من قبل مشجعي النادي الذي احتل المركز الرابع عشر . بعد انتهاء فترة الإعارة وافق سارتر على الانتقال إلى نادي سيدان في يونيو 2005 . ساهم سارتر في احتلال نادي سيدان المركز الثاني في بطولة دوري الدرجة الثانية ولكن في الموسم التالي عانى النادي من عدة صعوبات مما جعله يعود سريعا إلى الدرجة الثانية . في الموسم الثالث فشل نادي سيدان في العودة إلى الدرجة الأولى وذلك باحتلاله المركز الرابع . مع نهاية الموسم قرر سارتر عدم تجديد العقد وبالتالي الموافقة على الانضمام إلى نادي لنس في صفقة انتقال حر مجاني . كون سارتر مع إريك تشيل قلبي دفاع متميزين وساهما في احتلال نادي لنس المركز الأول في بطولة دوري الدرجة الأولى وبالتالي الصعود إلى الدرجة الأولى .

## المسيرة الرياضية مع المنتخبات
انضم سارتر إلى صفوف منتخب فرنسا للناشئين تحت 15 سنة وتحت 17 سنة ولكنه فشل في مواصلة اللعب دوليا مع منتخبات الشباب تحت 21 سنة والكبار .

## روابط خارجية
- رومان سارتر على موقع قاعدة بيانات كرة القدم.إي يو (الإنجليزية)
- رومان سارتر على موقع Soccerway.com (الإنجليزية)
- رومان سارتر على موقع عالم كرة القدم.نت (الإنجليزية)
- رومان سارتر على موقع GSA (الإنجليزية)